# 25516 Davidknight
25516 Davidknight è un asteroide della fascia principale. Scoperto nel 1999, presenta un'orbita caratterizzata da un semiasse maggiore pari a 2,3101540 UA e da un'eccentricità di 0,1833952, inclinata di 3,55950° rispetto all'eclittica.
L'asteroide è intitolato a David Knight, insegnante alla University High School di Irvine (California).